# ساده‌لوح (فیلم ۲۰۱۱)
ساده‌لوح (به انگلیسی: Hick) یک فیلم کمدی-درام آمریکایی محصول سال ۲۰۱۱، با هنرپیشگی کلویی مورتز، بلیک لایولی و ادی ردمین است.